# Paul Greengard
Paul Greengard (rođen 11. prosinca, 1925.) je američki neuroznanstvenik najpoznatiji po svome radu na molekularnoj i staničnoj funkciji neurona. Godine 2000. dobio je Nobelovu nagradu za fiziologiju ili medicinu, koju je podijelio s Arvid Carlssonom i Eric Kandelom. 

## Istraživanje
Greengardovo istraživanje usredotočilo se na događaje unutar neurona koje uzrokuje neurotransmiter. Greengard je sa svojim suradnicima istraživao ponašanje kaskade sekundarnih glasnika koji preoblikuju spajanje neuroprijenosnika s receptorom, u trajnu promjenu u neuronima.
U nizu istražvanja pokazali su da dopamin kada se veže sa svojim receptorom na staničnoj memebrani neurona, uzrokuje povišenje količine cikličkog AMPa unutar stanice. To povišenje cAMPa aktivira protein koji se zove protein kinaza A (PKA), koji zatim ili aktivira ili inaktivira druge proteine dodavanjem fosfatne skupine u procesu koji se naziva fosforilacija. 
Proteini aktivirani fosforilacijom mogu vršiti različite zadatke unutar stanice: prepisivanje (transkripcija) DNK (pri čemu nastaju novi proteini), zatim premještajne receptora u sinapsu (što povećava osjetljivost neurona), ili premještanje ionskih kanala na staničnu membranu (čime se povećava stanična podražljivost). 

## Vanjske poveznice
- Nobelova nagrada - životopis (engl.)